# Geza Stantić
Geza Stantić (Orahovica, 1941. – Zagreb, 17. lipnja 2009.) je bio hrvatski televizijski novinar i urednik te televizijski dokumentarist.
Studirao je u Zagrebu, gdje je diplomirao na Pravnom fakultetu.
Zaposlio se na ondašnjoj Televiziji Zagreb (TVZ), gdje je radio od 1969. do 1994., uz prekid dok je radio u diplomatskoj službi. 
Na TVZ-u je uređivao emisiju Kroniku (1969.), Dnevnik (1970. – 1973.), Program za inozemstvo (1975. – 1978.) te Dokumentarno-politički program (1980. – 1986.), a nakon toga je bio i radio u diplomaciji u SR Njemačkoj, od 1987. – 1990. 1992. je profesionalno degradiran, kada se na HRT-u prilagodilo programski i kadrovski strukturi novim političkim uvjetima, a 1994. je umirovljen.
Kao televizijski novinar je izvješćivao je iz hrvatskog Sabora.
Bio je i autorom dokumentarnih emisija. Bavio se temama migracija (folksdojčeri, Panonska golgota) i teško stradalim naseljima i zajednicama za vrijeme velikosrpske agresije na Hrvatsku (Hrvatski feniks).
Pisao je članke i rasprave na temu novinarstva i medija.
Od 2002. je bio glasnogovornikom Vijeća za medije HHO-a.
Suautor je djela Politika u programu HTV-a, tiskanog u Zagrebu 2003.
Iste je godine dobio priznanje Milan Grlović.
2004. je bio inicijatorom projekta: Hrvatsko vijeće za medije, samoregulativno tijelo koje bi nadziralo u medijima profesionalne i etičke postulate.
Bio je članom Hrvatskog novinarskog društva.

## Vanjske poveznice
- HRT  Arhivirana inačica izvorne stranice od 22. svibnja 2009. (Wayback Machine) Umro Geza Stantić, 18. lipnja 2009.
- HND[neaktivna poveznica] Kandidatura za člana Izvršnog odbora HND 2007.